# Harlekin-Regenbogenfisch

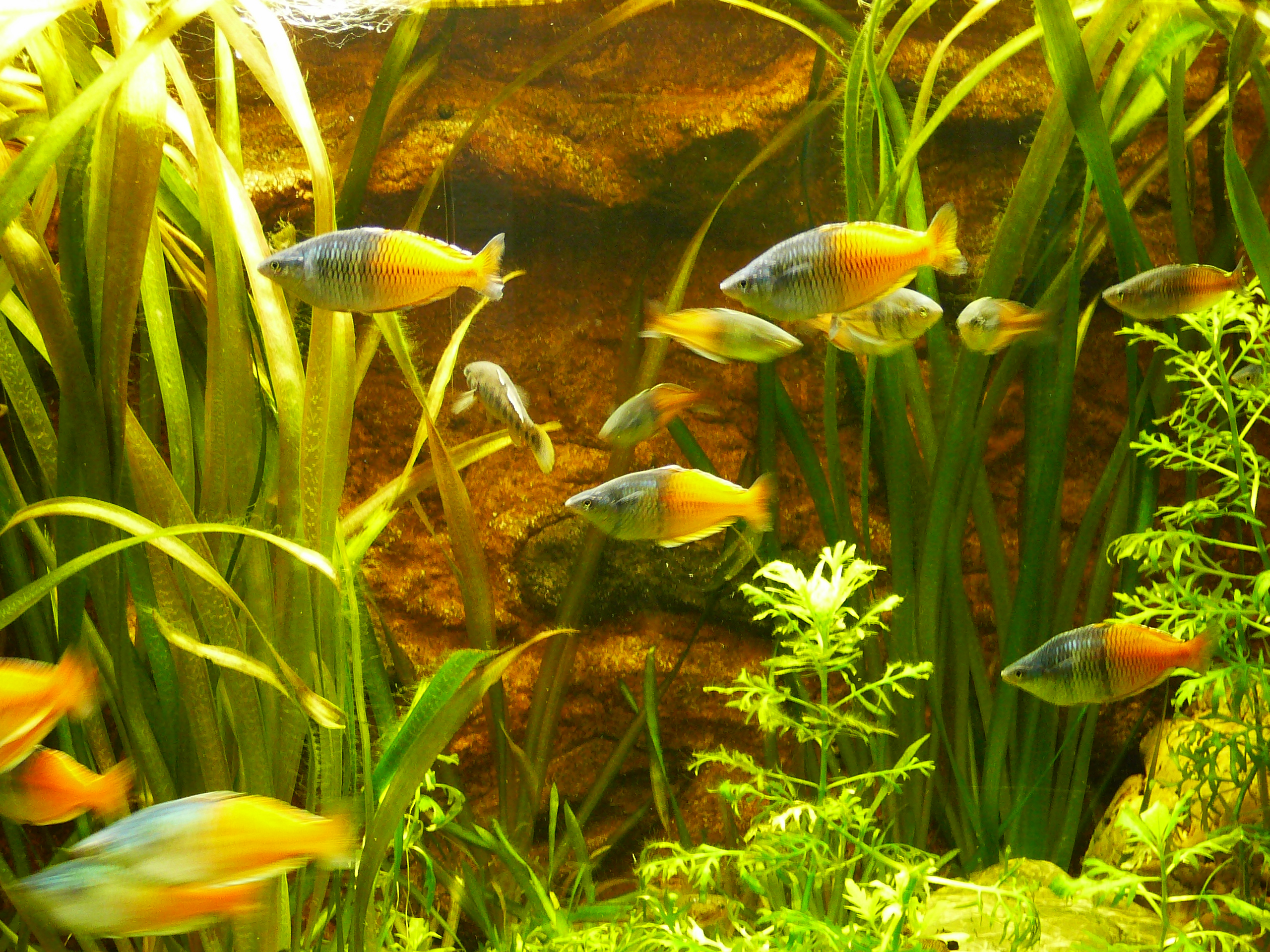
Harlekin-Regenbogenfische im Zoo Wuppertal

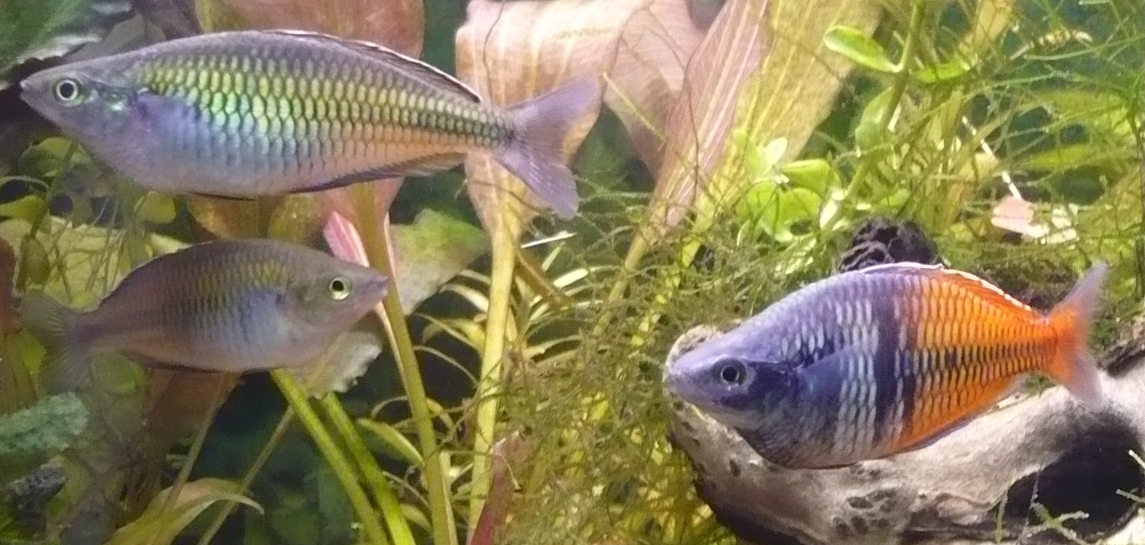
Weibchen und Männchen

Der Harlekin-Regenbogenfisch (Melanotaenia boesemani), auch Prachtregenbogenfisch, Boesemans Regenbogenfisch oder Korallen-Regenbogenfisch genannt, ist ein Süßwasserfisch von der Vogelkop-Halbinsel auf Neuguinea.

## Merkmale
Das Farbmuster ausgewachsener männlicher Harlekin-Regenbogenfische unterscheidet sich stark von dem anderer Regenbogenfische: Kopf und Vorderteil des Körpers sind bläulich, während die Flossen und die hintere Körperhälfte kräftig orange gefärbt sind. Am Übergang der beiden Farbzonen befinden sich abwechselnd helle und dunkle vertikale Streifen. Weibchen weisen oft einen grünlichen Schimmer und einen breiten, dunklen Streifen längs der Körpermitte auf, der von dünnen orangen Längsstreifen zwischen jeder Schuppenreihe, besonders im Bereich der hinteren Körperhälfte, flankiert wird. Ausgewachsene Weibchen ähneln in der Färbung oft halbausgewachsenen, nachrangigen Männchen, sind aber schlanker und haben abgerundete Flossenspitzen. Die Männchen haben einen höheren Körperbau und erreichen eine Körperlänge von etwa zwölf Zentimetern, die Weibchen bleiben etwas kleiner.

## Vorkommen
Der Harlekin-Regenbogenfisch kommt auf einer verkarsteten Ebene im Zentrum der Vogelkop-Halbinsel in West-Papua in klaren Gewässern vor. Dort lebt er lokal begrenzt in den Ajamaru-Seen und umliegenden Zuflüssen sowie im Aytinjo-See, die in den Kais-Fluss entwässern.
Die Ajamaru-Seen bestehen aus drei größeren flachen Einzelseen mit schlammigen Ufern, die durch viele natürliche Kanäle verbunden sind. Die Wassertiefe und Seegröße schwankt signifikant mit den Jahreszeiten. Der Bodengrund ist schlammig und stellenweise mit üppiger Unterwasservegetation bewachsen.
Der Aytinjo-See, etwa 20 km südöstlich der Ajamaru-Seen gelegen, ist eher ein breiter Fluss mit felsigen Ufern, der plötzlich endet, aber vermutlich unterirdisch mit dem Kais-Fluss verbunden ist. Der Bodengrund ist teils felsig, teils sandig mit üppiger Unterwasservegetation.
Gerald R. Allen and Norbert J. Cross beschrieben 1980 die von einer niederländischen Expedition 1954/1955 gesammelten Exemplare. 1982 sammelte Allen zusammen mit Heiko Bleher erste lebende Fische, die durch Bleher nach Europa kamen. Von der IUCN wurde die Art zuletzt 1996 evaluiert und als „stark gefährdet“ eingestuft.

## Aquarienhaltung
Der Harlekin-Regenbogenfisch kann als Süßwasserzierfisch in Wasser mit Werten von 5–25 °dH (GH) und einem pH-Wert von 6,5–8,1 bei Temperaturen von 24–26 °C gehalten werden. Die Zucht gestaltet sich recht einfach, wobei in einem Büschel Javamoos abgelaicht wird. Auffallend ist das extrem langsame Wachstum der Fische, die unter Umständen erst mit 1,5 Jahren ausgewachsen sind. Bei guter Haltung können sie ein Alter von über 8 Jahren und eine Länge von über 15 cm erreichen.
Die Vergesellschaftung mit anderen friedlichen Fischen gleicher Größe ist in einem ausreichend geräumigen Aquarium ohne Weiteres möglich.